# Jean Abel Gruvel
Jean Abel Gruvel, né le 14 février 1870 à Le Fleix (Dordogne) et mort le 18 août 1941 à Dinard (Ille-et-Vilaine), est un biologiste marin français, ichtyologue et directeur de l'Institut d'Océanographie - Aquarium et musée de la Mer du Muséum national d'histoire naturelle à Dinard.
Il est notamment à l'origine de la fondation de Port Étienne en 1906, aujourd'hui Nouadhibou (Mauritanie).

## Biographie
Après ses études à Bordeaux Jean-Abel Gruvel, devient maître de conférences de zoologie à la Faculté des Sciences. En 1903 le gouvernement du Sénégal propose l'allocation d'une subvention afin d'étudier les conditions de la pêche sur les côtes de la Mauritanie et du Sénégal et  l’utilisation possible des produits de cette pêche. A. Gruvel est retenu pour conduire cette mission. La qualité de son travail conduit à ce qu'il soit choisi pour d'autres missions en Afrique comme au Moyen-Orient. Parallèlement il est professeur au Muséum d'histoire naturelle, crée un  laboratoire de recherches au Muséum et publier de nombreux ouvrages. 
Il est membre de l' Académie des Sciences coloniales depuis la fondation  de celle-ci en 1922. .

## Publications
Distribution de quelques espèces animales sessiles sur les fonds dragables de Granville à Bréhat, co auteur Edouard Fischer-Piette (1899-1988), 1939, Paris, Masson , 1939.
La Pêche dans la préhistoire, dans l'antiquité et chez les peuples primitifs (1928), Dijon, 1928,  impr. Darantière,  232 p.
Les États de Syrie. Richesses marines et fluviales. Exploitation actuelle. Avenir ,  Paris, 1931, impr. Jouve et Cie ; Société d'éditions géographiques, maritimes et coloniales, 455 p. lire en ligne sur Gallica
Précis d'anatomie comparée et de dissections... à l'usage des candidats au certificat des sciences physiques, chimiques, naturelles,  Paris, 1897, Société d'éditions géographiques, maritimes et coloniales, 294 ill., 278 p.  lire en ligne sur Gallica